# Forsbro Yllefabrik
Forsbro Yllefabrik var ett företag i Arbrå mellan åren 1894 och 1992.

## Lundnäs
Löngodsrörelsen vid Lundnäs började redan år 1879. Då startade där ett spinneri, ägt av ett bybolag med Olof Jonsson i Svea, Olof Jonsson i Hof och en tredje Olof Jonsson, kallad Lill-Olle, som delägare. Löngodsrörelse innebar att fårägarna sände in sin råvara till fabriken och betalade för bearbetnings- och tillverkningskostnaderna. Dessutom köpte de filtar och vävgarn. Rörelsen hade ca 200 ombud från Karesuando i norr till Västmanland och Uppland i söder.

## Forsbro och Norrängeholmen

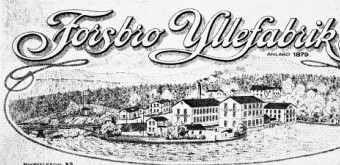
Forsbro Yllefabrik, Logotype 1925.

År 1894 övertogs verksamheten av spinnmästaren Carl Fredrik Andersson från Jönköping i kompanjonskap med Johan Gustaf Svangren från Sala och bolaget Forsbro Ullspinneri, Svangren & Andersson bildades. Verksamheten flyttades till Forsbro och Norrängeholmen, nordväst om Lundnäs där dåvarande kvarn lagts ner. Efter fem år stod Andersson som ensam ägare och 1908 antog han släktnamnet Rydahl. Han skaffade en modern ångpanneanläggning och nya maskiner för tvättning och bearbetning av ull. År 1905 startades väveriet och så småningom blev en lokalutvidgning nödvändig. År 1941överlämnade Carl Fredrik Rydahl verksamheten till sina två söner, Gunnar och Rune.

## Flytt till Arbrå industriområde

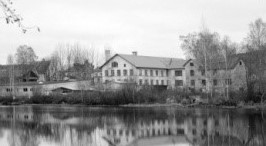
Forsbro Yllefabrik, Efter flytt till gamla Kakelfabriken 1943, AHE-1328.

Överflyttning till lokaler mitt emot järnvägsstationen, som tidigare varit kakelfabrik, skedde åren 1943 – 44. Fabriksbyggnaden, som byggdes 1902, hade en sammanlagd golvyta om 2500 kvm. Forsbro Yllefabrik omfattade nu tillverkning av garn, filtar, tyger mm. och hade komplett spinneri, väveri och färgeri. På 1950– 60 talen var antalet anställda omkring 40 personer. För spinneriet svarade Oscar Karlsson, verksam i företaget sedan 1897. Väveriets chef var Hilding Edman, anställd sedan 1920.  År 1963 övertogs grannfastigheten från Arbrå Kassaskåpsfabrik som tidigare lagts ner. 1965 byggdes ett nytt väveri med ljusa och trevliga lokaler. Löngodsarbetet hade man slutat med och den egna garntillverkningen upphörde. Fransningen till plädar och filtar sker därefter med maskin och det gamla handarbetet har upphört. Vid en brand 1971 förstördes hela övre våningen av kassaskåpsfabrikens lokal. Spinneriet upphörde 1985 och endast väveriet fortsatte. Landstinget blev en stor kund med köp av filtar till sjukvården, gallerfiltar och våffelfiltar i bomull samt den gula terylenfilten, som var brandhärdig och försedd med texten ”Tillhör Landstinget” i blå färg.

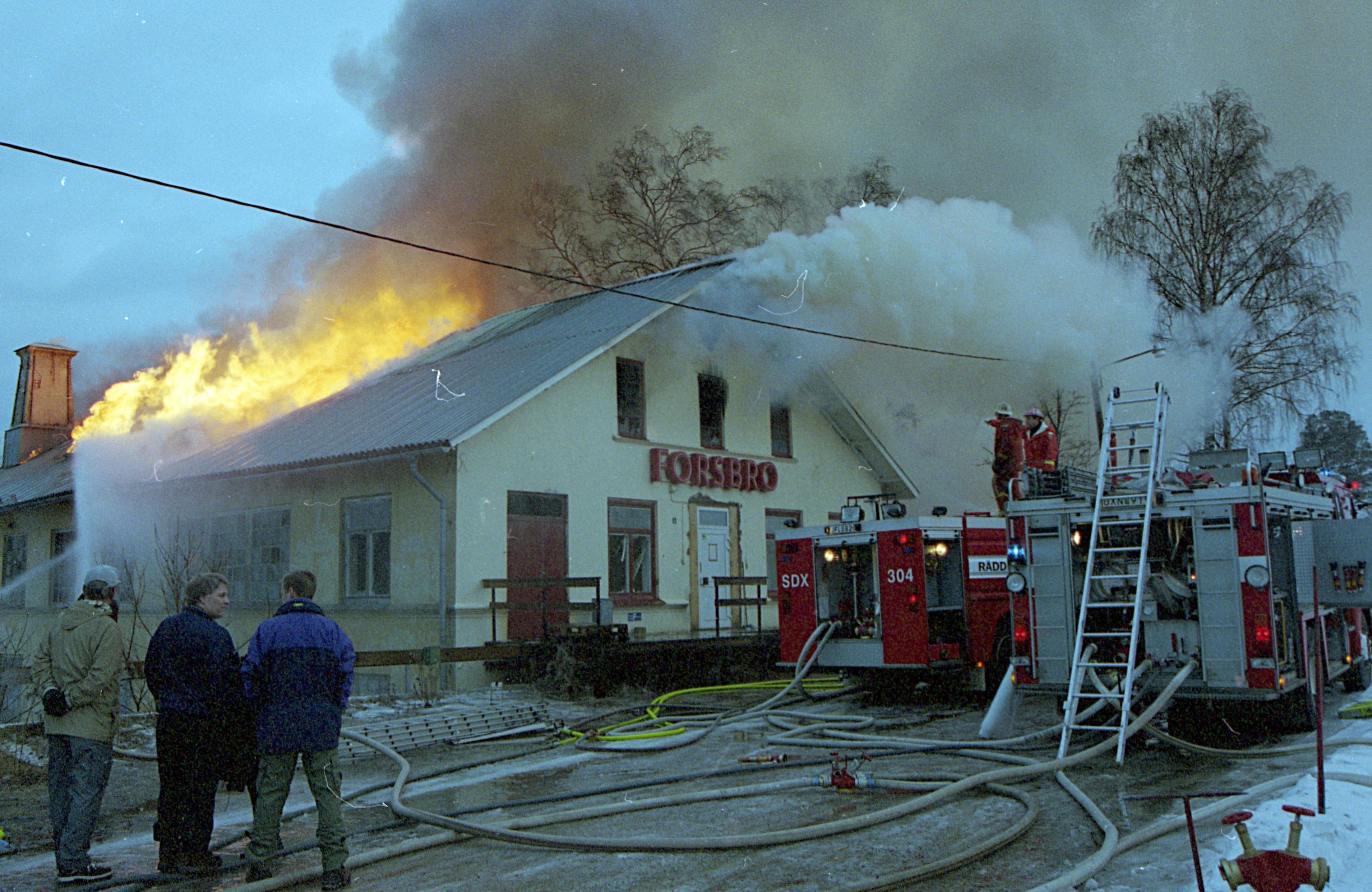
Forsbro Yllefabrik, branden 20 februari år 2000.

År 1986 sålde Gunnar Rydahl företaget till Gävleborgs Invest som efter två år sålde vidare till Viking Textile och sedan till Eesla Oy, Finland. Konkurrensen hårdnade och priserna pressades från flera lågprisländer. År 1992 lades verksamheten ner på grund av konkurrensskäl. 20 februari 2000 startade en brand som spred sig till yllefabriken, f.d kassaskåpsfabriken och närliggande Arbrå Elektriska Kvarn. Hela området blev ödelagt.